# Houqua
«Хокуа» (англ. Houqua) — трёхмачтовый парусник, клипер, созданный в 1844 году на судостроительной верфи Нью-Йорка «Браун энд Белл», который положил начало эпохе чайных клиперов. Построен практически одновременно с клипером «Rainbow».
«Хокуа» относился к классу трансатлантических (для перевозки через Атлантический океан) пакетботов, у которых носовая часть ниже ватерлинии уже́ была — несколько острее, а выше ватерлинии: развал шпангоутов — становился бо́льше, вплоть до ширины палубы бака. Такая форма поперечного сечения корпуса судна напоминала перевёрнутый вершиной вниз колокол, лисель-индигеты были довольно тяжёлыми, а скулы — полными.
Внешний облик судна был классическим, применявшимся для большинства клиперо́в: медная обшивка днища, чёрные борта с тонкими золотыми полосами по бархоуту в уровне палубы и орнаментом в виде завитков в оконечностях бака. К этому — добавлялись надраенные до золотого блеска поручни фальшборта, тянущиеся от носа до кормы. По некоторым сведениям, на бортах судна были прорисованы чёрно-белые фальшивые пушечные порты, унаследованные от настоящих пушечных портов старинных судов. Мачты и рангоутные дерева выглядели изящными, они были покрыты прозрачным лаком, а соединение нижней мачты со стеньгой выкрашены в чёрный цвет от места крепления путенс-вант до эзельгофта. Такую же окраску имели и ноки реев.
Палуба клипера была отдраена до натурального цвета древесины. Ватервейсовые бруски, окаймлявшие палубный настил, были тиковыми, в то время как остальные части палубы были сооружены из более мягкой и светлой древесины. Проконопаченные швы в средней части судна были окрашены в чёрный цвет.
Носовая фигура судна была выкрашена в белый цвет, с золотой каймой по краю одежды. Более подробных сведений о судне не сохранилось.